# Rourea glabra
Rourea glabra é uma espécie  de planta com flor pertencente à família Connaraceae.
A autoridade científica da espécie é Kunth, tendo sido publicada em 'Nova Genera et Species Plantarum (quarto ed.) 7: 41–42. 1824.

## Brasil
Esta espécie  é nativa e não endémica do Brasil, podendo ser encontrada na Região Norte e Sudeste. Em termos fitogeográficos pode ser encontrada nos domínios da Amazônia e Mata Atlântica.
Ocorre um táxons infra-específicos no Brasil:
- Rourea glabra var. glabra